# اشکومن
اشکومن (به انگلیسی: Ishkoman Valley) یک دره در پاکستان است که در ناحیه غذر واقع شده‌است.